# Ugny-l'Équipée
Ugny-l'Équipée é uma comuna francesa na região administrativa de Altos da França, no departamento de Somme. Estende-se por uma área de 2,85 km². Em 2010 a comuna tinha 37 habitantes (densidade: 13 hab./km²).